# Anders Didoff
Anders Didoff, född 5 mars 1843 i Öveds socken, Malmöhus län, död 13 juli 1910 i Växjö, Kronobergs län, var en svensk teckningslärare och konstnär.
Han var son till arrendatorn Måns Knutsson och hans maka Anna samt från 1874 gift med Emma Helena Wetterhall.
Didoff studerade vid Tekniska skolan i Stockholm 1864–1865 och vid Konstakademien 1865–1870. Han var därefter verksam som teckningslärare vid Växjö läroverk och Växjö seminarium från 1871. Under studieåren sålde Didoff åtskilliga målningar till England och Amerika för att finansiera sin utbildning. Hans konst består av figursaker, porträtt och landskap i olja.